# Venom (film, 2018)
Venom je ameriški superjunaški film iz leta 2018, ki temelji na istoimenskem liku iz Marvelovih stripov. Prvi film v Sonyjevem vesolju Spider-Man (SSU) je režiral Ruben Fleischer, scenarij pa so napisali Jeff Pinkner, Scott Rosenberg in Kelly Marcel. V filmu igrajo Tom Hardy, Michelle Williams, Riz Ahmed, Scott Haze in Reid Scott. V filmu Eddie Brock, nekdanji novinar, pridobi supermoči, potem ko postane gostitelj Venoma, nezemljanskega simbiota, katerega vrsta namerava napasti Zemljo. 
Po Venomovem nastopu v filmu Spider-Man 3 (2007) je Sony Pictures poskušal razviti film, ki temelji na liku Venoma, kar pa je zastalo zaradi težav s tekočo franšizo Spider-Mana. Marca 2016 se je začelo delo na novi različici, ki bi začela novo skupno vesolje z Marvelovimi liki, ki niso povezani z Spider-Manom, za katere je studio imel filmske pravice. Sony je tudi prvotno nameraval, da bi film Venom delil svet filma Marvel Cinematic Universe Spider-Man: Vrnitev domov (2017), vendar je na koncu film odmaknil od Spider-Mana. Film je produciral Sonyjev Columbia Pictures v sodelovanju z Marvel Entertainment. Marca 2017 sta se igralski zasedbi pridružila Rosenberg in Pinkner, Fleischer in Hardy pa maja istega leta; Marcel se je nato pridružila, da bi sodelovala pri pisanju scenarija. Snemanje je potekalo od oktobra 2017 do januarja 2018 v Atlanti, New Yorku in San Franciscu. Film sta navdihnila predvsem stripovska miniserija Venom: Smrtonosni zaščitnik (1993) in zgodba "Planet simbiotov" (1995). Ludwiga Göranssona so najeli za skladatelja za glasbo za film, kar je bil njegov drugi Marvelov film po Črnem panterju (2018). 
Venom je bil premierno predvajan v gledališču Regency Village Theatre 1. oktobra 2018, v Združenih državah pa je bil predvajan 5. oktobra. Čeprav je film na splošno prejel negativne ocene kritikov, sta bila Hardyjev nastop in odnos njegovega lika z Venomom pohvaljena, film pa je postal sedmi najbolj donosni film leta 2018, ki je zaslužil 856,1 milijona dolarjev po vsem svetu in postavil več rekordov v blagajni za mesec oktober tistega leta. Izšli sta dve nadaljevanji: Venom: Naj bo Carnage (2021) in Venom: Zadnji ples (2024). 

## Vsebina
Med raziskovanjem vesolja za nove svetove, primernim za življenje, sonda, ki pripada bioinženirski korporaciji Life Foundation, odkrije komet, prekrit s simbiotičnimi oblikami življenja. Sonda se vrne na Zemljo s štirimi vzorci, vendar eden pobegne in povzroči strmoglavljenje ladje v Miriju. Fundacija Life najde preostale tri in jih prepelje v svojo raziskovalno ustanovo v San Franciscu, kjer odkrijejo, da simbioti ne morejo preživeti brez gostiteljev, ki dihajo kisik, ki pogosto usodno zavrnejo simbiozo. Raziskovalni novinar Eddie Brock bere o teh človeških preizkušnjah v zaupnem dokumentu, ki ga ima njegova zaročenka Anne Weying, odvetnica, ki pripravlja obrambo v tožbi za Life Foundation. Brock se sooči z izvršnim direktorjem fundacije Life Carltonom Drakom glede preizkušenj, zaradi česar Brock in Anne oba izgubita službo. Posledično Anne prekine razmerje in zaroko z Brockom, zaradi česar se ločita.
Šest mesecev kasneje se Drakeovi poskusi simbioze bližajo uspehu, čeprav eden od njegovih simbiotov umre zaradi neprevidnosti. Brocku pristopi Dora Skirth, ena od Drakovih znanstvenic, ki se ne strinja z njegovimi metodami in ga želi razkrinkati. Pomaga Brocku vdreti v raziskovalno ustanovo, da bi poiskal dokaze, on pa izve, da je njegova znanka, brezdomka po imenu Maria, eden od preizkušancev. Brock poskuša rešiti Mario, vendar se simbiot, s katero je povezan, preseli v njegovo telo, ne da bi se on zavedal, zaradi česar je umre. Brock pobegne iz laboratorija in kmalu začne kazati čudne simptome. Za pomoč se obrne na Anne, njen novi fant, dr. Dan Lewis, pa med pregledom Brocka odkrije simbiota. Drake razkrije Skirtha preostalemu ujetniškemu simbiotu in oba ubije. Tako ostane simbiot v Eddieju, ki je edini znani preživeli primerek.
Drake pošlje svoje može, da Brocku odvzamejo simbiota, vendar se okoli njegovega telesa prikaže kot pošastno bitje, ki se bori proti napadalcem. Kasneje se Brocku predstavi kot Venom in pojasni, da komet išče planete, kjer simbioti lahko obsedejo in požrejo prebivalce. Venom ponudi Brocku prizanesljivost, če simbiotom pomaga doseči njihov cilj, Brock pa uporabi nadčloveške lastnosti, s katerimi simbiot prevladuje v njem. Brock vdre v svoje staro delovno mesto, da bi predal dokaze o Drakovih zločinih, a ga obkrožijo policisti SWAT. Anne ga opazi, kako se preoblikuje, da bi pobegnil, in odpelje Brocka na Danovo kliniko, kjer ji razložijo, da simbiot žre Brockove notranje organe. Brock ugotavlja, da simbiot ne mara dveh stvari: visoke zvokove in ogenj. Čeprav Venom trdi, da je poškodbo organov mogoče odpraviti, Anne uporabi napravo za magnetno resonanco, da ga loči od Brocka, ki ga Drakovi možje nato kmalu ujamejo.
Medtem se četrti simbiot, Riot, prebije iz Malezije v San Francisco s skakanjem s telesa na telo. Poveže se z Drakeom, kateri se strinja, da sprejme vesoljsko sondo Riot in Life Foundation, da zbere preostale simbiote in jih pripelje na Zemljo. Anne se nerada poveže z Venomom, da lahko skupaj osvobodita Brocka. Ko se Brock in Venom znova povežeta, slednji obljubi, da je bil prepričan, da bo pomagal zaščititi Zemljo pred njegovimi vrstami s svojimi interakcijami z Brockom. Skupaj nato poskuša ustaviti Riota in Drakea z Anneino pomočjo. Po dolgotrajni bitki Venom premaga Riota tako, da med vzletom poškoduje raketo sonde, zaradi česar ta eksplodira ter pri tem ubije tako Riota kot tudi Drakea. Po incidentu se Brock vrne k novinarstvu, medtem ko Anne verjame, da Brock po tem ni več povezan z Venomom in da je tudi Venom umrl v eksploziji. Vendar pa ostajata na skrivaj povezana in se odpravita zaščititi San Francisco s požiranjem kriminalcev. 
V prizoru po koncu filma je Brock povabljen na intervju z zaprtim serijskim morilcem Cletusom Kasadyjem, kateri obljublja "Carnage".

## Vloge
- Tom Hardy – Eddie Brock (Venom)
- Michelle Williams – Anne Weying
- Riz Ahmed – Carlton Drake (Riot)
- Scott Haze  – Roland Treece
- Reid Scott –  Dan Lewis
- Peggy Lu –  Gdč. Chen